# Figanières
Figanières är en kommun i departementet Var i regionen Provence-Alpes-Côte d'Azur i sydöstra Frankrike. Kommunen ligger i kantonen Callas som tillhör arrondissementet Draguignan. År 2022 hade Figanières 2 683 invånare.

## Befolkningsutveckling
Antalet invånare i kommunen Figanières
| Referens: INSEE |